# Homosexualität in Georgien

Geografische Lage von Georgien

Homosexualität ist in Georgien legal, wird aber in Teilen der Gesellschaft tabuisiert.

## Rechtliche Situation
Homosexuelle Handlungen sind in Georgien seit 2000 legal. Antidiskriminierungsgesetze zum Schutz der sexuellen Orientierung bestehen in Georgien seit Mai 2014 in allen Bereichen. Das Schutzalter liegt einheitlich bei 16 Jahren.
Im September 2024 verabschiedete das Parlament Georgiens einstimmig ein Gesetz, das nach dem Vorbild Russlands die „LGBT-Propaganda“ verhindern soll. Die Liste der Maßnahmen umfasst unter anderem ein Verbot von Adoption durch Homosexuelle Paare, ein Verbot von geschlechtsangleichenden Behandlungen für Transsexuelle, ein Verbot zur Abhaltung von Versammlungen die als „Förderung gleichgeschlechtlicher Beziehungen“ angesehen werden können sowie ein Verbot von Darstellungen queerer Beziehungen in den Medien. Die Opposition boykottierte die Abstimmung.

## Anerkennung gleichgeschlechtlicher Paare
Es gibt weder eine Anerkennung von gleichgeschlechtlichen Ehen noch sind Eingetragene Partnerschaften erlaubt.

## Gesellschaftliche Situation
Eine LGBT-Gemeinschaft gibt es nur in kleinem Umfang in der Hauptstadt Tiflis. Das LGBT-Magazin Me Magazin wird seit 2006 herausgegeben. LGBT-Organisationen wie Inclusive-Foundation, die sich für die Rechte homosexueller Menschen im Lande einsetzen, werden staatlicherseits bedrängt. 2021 gaben in einer Umfrage des International Social Survey Programme 84 % der Befragten in Georgien an, Homosexualität sei stets moralisch falsch – der höchste Wert in Europa.
Am 17. Mai 2012 haben in Tiflis rund 20 Menschen gegen die Diskriminierung von Homo- und Transsexuellen protestiert. Sie hatten sich mit selbstgemalten Schildern und Regenbogenfahnen in der Hauptstadt Georgiens versammelt, um gegen Homophobie zu protestieren. Ihnen stellten sich aggressive Orthodoxe Priester mit ihren Unterstützern in den Weg. Die christlichen Aktivisten bildeten eine Kette, beschimpften die Demonstranten, zerbrachen ihre Schilder und hinderten sie am Weitergehen. Drei Menschen wurden von der Polizei festgenommen. Die Orthodoxe Kirche hat großen Einfluss in Georgien. So forderte Patriarch Ilia II. die Behörden auf, Schwulenparaden zu verbieten, da sie „die Rechte der Mehrheit verletzten“ würden und „eine Beleidigung für alle Georgier“ seien. Die Gesellschaft Georgiens ist zutiefst konservativ und Homosexualität wird von weiten Teilen der Bevölkerung abgelehnt.
Am 5. Juli 2021 musste die georgische LGBT-Gemeinde den „Marsch der Würde“, die erste Gay-Pride-Parade des Landes absagen. Aktivisten orthodoxer Organisationen stellten sich im Vorfeld gegen die Initiative. Am Tag der Aktion verwüsteten die Gegner das Büro der NGO „Tbilisi Pride“, gingen mit Gewalt gegen die Sicherheitskräfte und Journalisten vor. Während sich Georgiens Premierminister Irakli Gharibaschwili gegen die Parade aussprach, verurteilte Salome Surabischwili, Präsidentin des Landes, die Gewaltanwendung.